# La revancha (telenovela de 1989)
La revancha es una telenovela venezolana producida y transmitida por Venevisión, original de Mariela Romero y protagonizada por Rosalinda Serfaty y Jean Carlo Simancas, y con las participaciones antagónicas de Daniel Alvarado, Abril Méndez, Orángel Delfín y Chelo Rodríguez. La Revancha salió al aire por primera vez en Venezuela en 1989 hasta 1990. Tuvo una duración total de 247 episodios y fue vista en varios países de Sudamérica y Europa.
Es de hacer notar que esta fue la primera telenovela venezolana que se transmitió en Portugal y en Rusia.

## Trama
Los pecados de un malvado codicioso vuelven para destruir la vida de su hijo en esta historia de maldad y venganza. Fernando toma el control de unas tierras vecinas matando a su honorable dueño, y años después su propio hijo se enamora de una de las hijas del hombre asesinado.Al mismo tiempo, la otra hija del muerto que ha estado separada de su hermana regresa con deseos de venganza por la muerte de su padre. Ella también se enamora del hijo de Fernando y la necesidad de venganza se une a los celos que afecta a ambas. En el momento más emocionante de la novela, ambas descubrirán que son hermanas y juntarán fuerzas para vengar la muerte de su padre. Al mismo tiempo, el amor empieza a tomar un poco el control sobre la situación, y una de las hermanas encontrará el verdadero amor con el hijo del asesino de su padre.

## Reparto
- Rosalinda Serfaty - Isamar Medina / Mariana Torrealba
- Jean Carlo Simancas - Alejandro Maldonado
- Abril Méndez - Marta Aguirre / Marta Torrealba
- Daniel Alvarado † - Reinaldo Maldonado
- Carmen Julia Álvarez - Elisenda de Maldonado
- Rafael Briceño † - Zacarías Peralta (padrino de Isamar)
- Orángel Delfín † - Don Fernando Maldonado
- Chelo Rodríguez - Aurora Uzcátegui de Maldonado
- Sandra Bruzzon - Daniela Vilarde
- Yanis Chimaras † - José Luis Alvarado
- Agustina Martín † - Doña Carmen de Alvarado
- Francisco Ferrari † - Don José Ramón Alvarado
- Reinaldo Lancaster † - Leónidas Torrealba
- Sandra Juhasz - Mercedes Ferreira
- Carlos Subero † - Paiva
- Yadira Casanova - Estefanía de Arroyo
- Javier Díaz † - Don Samuel Aguirre
- Zulma López - Carolina Di Marzo
- Sixto Blanco † - Lorenzo Ferreira
- Patricia Noguera - Mishel Rodríguez
- Luis Gerardo Núñez - Julio César Arroyo
- Carolina Muziotti - Merce Yáñez
- Andreína Sánchez - Gabriela Santana
- Rafael Gómez † - Armando / realizador en TV
- Yomalli Almenar - Fanny
- Vilma Otazo - La hermana de José Luis
- Yelitza Hernández- La hermana de José Luis
- Miguel de León - Leonardo Manrique
- Simón Pestana - Argenis Falcón
- David Bermúdez
- Julio Pereira - Pedro Antonio
- Marcos Moreno - Vicente Pernil
- Andrés Izaguirre - Luis Alfredo Carbonel
- Jorge Teicher - Maximiliano Di Marzo
- Rafael Romero - Anselmo Colmenares
- Lucio Bueno † - Rodríguez Guerra
- Katiuska Martínez - Rosa Peña
- Fabiola Romero - Violeta Peña
- Marcelo Rodríguez - Alberto Hernández
- Martha Carbillo - Encarnación Mendoza
- Virginia Vera -  Brígida Arroyo
- Eduardo Serrada - Goyo #1
- Chumico Romero - Deanira
- Jorge Luis Morales † - Goyo #2
- Lefty Pérez - Él mismo
- Judith Vásquez - Sandra Castillo
- Víctor Cárdenas - Guillermo Maldonado
- Esperanza Magaz † - Providencia Medina
- Jacinto Cabrera - Álvaro Huscátegui
- Luis Aular -  Pablo Ochoa
- Giovanny Pérez- Ricardo
- Hans Christopher -  Luigi Contini
- Frank Méndez - Carlos Lederman
- José Rivas - Brunildo
- Juan Galeno † - Virgilio
- Luis Pérez Pons - Comisario Vielma
- Richard Rey - Azuaje
- Esperanza Acosta - Dolores Sierra
- Gerardo Marrero - Prefecto Sánchez
- Jorge Reigoza - Prefecto Ochoa / Doctor
- José María Bauce † - Padre Eustocio
- María Elena Heredia -  Hortencia
- Daybelis Pérez -  Lila
- Flor Bermúdez -  Isabel Hernández
- Eduardo Parra - Enrique Maldonado (Quique)
- Emily Guanchez -  Mariana Torrealba (niña)
- Teresa Cárdenas -  Marta Torrealba (niña)
- Daniela Alvarado -  Gabriela Santana (niña)
- Eduardo Luna - El Reportero
- Tatiana Capote
- Nelson Zuleta- Abogado Andrade
- Jenny Suárez - Tula
- Fernando Rodríguez - Sabas, el killer
- Estilita Rangel - Euifracia, la pescadora
- Nino Salazar - Antonio, el pescador
- Richard Rey - Azuaje
- Sara Boidi - Chirley Guerra
- Jose Gonzalez - Baudilio,un malandro
- Vestalia Mejias - policía
- Daniel Rodriguez -  Arguelles,el abogado
- Oswaldo Rugelles -  comisario de policía
- Giovanny Duran -  policía
- Jose Luis Garcia - Arturo,el psiquiatra de Martha
- Yugui Lopez -
- Orlando Hernandez -
- Jose Angel Urdaneta -un ladrón
- Regino Jimenez - el padre de Aurora
- Jose Felix Cardenas -policía
- Militza Rivas -Pita

## Versiones
- La revancha telenovela realizada por Venevisión Internacional y Fonovideo en el 2000, protagonizada por la colombiana Danna García y el venezolano Jorge Reyes.